# توقيت كوستاريكا
لدى كوستاريكا منطقة زمنية واحدة, والتي تقع في منطقة UTC - 06:00, متأخرة 6 ساعات عن التوقيت العالمي (UTC). تحافظ كوستاريكا على موازنة الوقت نفسه في جميع أيام السنة ، لذلك ليس لديها توقيت صيفي.